# Rhinoptera
Rhinoptera es un género de peces de la familia Rhinopteridae, conformado por las siguientes especies:
- Rhinoptera adspersa J. P. Müller & Henle, 1841  (Rough cownose ray)
- Rhinoptera bonasus (Mitchill, 1815)  (Cownose ray)
- Rhinoptera brasiliensis J. P. Müller, 1836 (Ticon cownose ray)
- Rhinoptera javanica J. P. Müller & Henle, 1841 (Flapnose ray)
- Rhinoptera jayakari Boulenger, 1895 (Oman Cownose Ray)
- Rhinoptera marginata (É. Geoffroy Saint-Hilaire, 1817) (Lusitanian cownose ray)
- Rhinoptera neglecta J. D. Ogilby, 1912 (Australian cownose ray)
- Rhinoptera steindachneri Evermann & O. P. Jenkins, 1891 (Pacific cownose ray)